# Axel Strøbye
Axel Strøbye, född 22 februari 1928 i Frederiksberg Danmark, död 12 juli 2005 i Köpenhamn, var en dansk skådespelare.
Strøbye utbildade sig först till arkitekt men Olaf Ussing övertalade honom att söka in vid Det Kongelige Teaters elevskole där han studerade 1950–1952. Efter studierna engagerades han vid Aalborg Teater, han har även spelat vid flera teatrar i Köpenhamn. Han engagerades till den fasta ensemblen vid Det Kongelige Teater 1968.
Som filmskådespelare kom han att medverka i drygt 100 filmer. Han medverkade i TV-serien Matador som advokat Viggo Skjold-Hansen. Från 1973 fram till 1981 gjorde han rollen som polischefen Jensen i filmerna om Olsen-banden.
Han sammanbodde med skådespelaren Lone Hertz 1962–1975 och gifte sig senare med skådespelaren Hanne Borchsenius.

## Filmografi (urval)
- 1964 – Gertrud
- 1966 – Jag – en älskare
- 1967 – Ryck mej i svansen, älskling!
- 1969 – Mej och dej
- 1970 – Mazurka på sängkanten
- 1972 – Bocken på sängkanten
- 1972 – Rektorn på sängkanten
- 1973 – Olsenbanden slår till
- 1974 – Olsen-bandens sidste bedrifter
- 1975 – Olsen-banden på sporet
- 1976 – Dynamitgubbarna
- 1978 – Olsen-banden går i krig
- 1978–1981 – Matador (TV-serie)
- 1981 – Olsen-bandens flugt over plankeværket
- 1981 – Olsen-banden over alle bjerge
- 1987 – Pelle Erövraren
- 1983 – Otto är en Noshörning
- 1987 – Babettes gästabud
- 1993 – Hugo - djungeldjuret
- 1998 – Olsen-bandens sidste stik
- 2000 – Prop och Berta

## Teater

### Roller (ej komplett)
| År   | Roll   | Produktion                    | Regi                | Teater               |
| ---- | ------ | ----------------------------- | ------------------- | -------------------- |
| 1986 | Paulet | Maria Stuart Per Olov Enquist | Johan Bergenstråhle | Det Kongelige Teater |